# CNN1
CNN1 (англ. Calponin 1) – білок, який кодується однойменним геном, розташованим у людей на короткому плечі 19-ї хромосоми. Довжина поліпептидного ланцюга білка становить 297 амінокислот, а молекулярна маса — 33 170.
| 10         |  | 20         |  | 30         |  | 40         |  | 50         |
| ---------- |  | ---------- |  | ---------- |  | ---------- |  | ---------- |
| MSSAHFNRGP |  | AYGLSAEVKN |  | KLAQKYDHQR |  | EQELREWIEG |  | VTGRRIGNNF |
| MDGLKDGIIL |  | CEFINKLQPG |  | SVKKINESTQ |  | NWHQLENIGN |  | FIKAITKYGV |
| KPHDIFEAND |  | LFENTNHTQV |  | QSTLLALASM |  | AKTKGNKVNV |  | GVKYAEKQER |
| KFEPGKLREG |  | RNIIGLQMGT |  | NKFASQQGMT |  | AYGTRRHLYD |  | PKLGTDQPLD |
| QATISLQMGT |  | NKGASQAGMT |  | APGTKRQIFE |  | PGLGMEHCDT |  | LNVSLQMGSN |
| KGASQRGMTV |  | YGLPRQVYDP |  | KYCLTPEYPE |  | LGEPAHNHHA |  | HNYYNSA    |

A: Аланін

C: Цистеїн

D: Аспарагінова кислота

E: Глутамінова кислота

F: Фенілаланін

G: Гліцин

H: Гістидин

I: Ізолейцин

K: Лізин

L: Лейцин

M: Метіонін

N: Аспарагін

P: Пролін

Q: Глутамін

R: Аргінін

S: Серин

T: Треонін

V: Валін

W: Триптофан

Кодований геном білок за функцією належить до фосфопротеїнів. 
Задіяний у такому біологічному процесі, як альтернативний сплайсинг. 
Білок має сайт для зв'язування з молекулою актину, молекулою кальмодуліну. 